# Möllendorffstraße 32
Das Mietshaus Möllendorffstraße 32 ist ein Wohngebäude im Ortsteil (Alt)-Lichtenberg des Berliner Bezirks Lichtenberg. Es wurde zu Beginn der 1890er Jahre errichtet, später nach innen baulich erweitert. Es steht komplett unter Denkmalschutz.

## Geschichte
Zur Bauzeit des Wohnhauses trug die Straße um den Dorfanger herum noch den üblichen Namen Dorfstraße. Die Hausnummer 1 begann an der Rathausstraße; unter Hausnummer 10a war das Pfarrhaus im Besitz der Kirchengemeinde Lichtenberg im Adressbuch 1896 notiert. Deshalb ist es sehr wahrscheinlich, dass das heutige Gebäude Möllendorffstraße 32 damals das südlich davor stehende Haus Dorfstraße 10 war. Als Eigentümer wird A. Jansen genannt, Mieter im Haus waren ein Gärtner (J. Kahle), ein Bäckermeister (Albert Schulze) und eine Witwe (M. Teschner). Das passt zu den vier Etagen des Hauses.
Die Neunummerierung der Gebäude in der Möllendorffstraße geht mit großer Wahrscheinlichkeit mit der Namensänderung von Dorfstraße auf Wichard von Möllendorff einher, die erfolgte um das Jahr 1909. Im Adressbuch 1910 findet sich nun das Haus Möllendorffstr. 32 (u. a. mit dem bisherigen Mieter Bäckermeister Albert Schulze). Zudem erfolgten davor und danach mehrfache Eigentümerwechsel des Mietshauses.
Der kurze Nordflügel des Bauwerks entstand erst zu Beginn des 20. Jahrhunderts, so dass dann samt dem Vorderhaus zwischen 12 und 18 Mietsparteien hier wohnen konnten.
Aktuell (in den 2020er Jahren) werden die Geschäftsräume im Erdgeschoss von einem Kfz-Gutachter (Filiale des Gutachters Ingenieur Wolff), dem Unternehmen Popmatec (Spezialist für Großkücheneinrichtungen) und Panter Design Studio Berlin genutzt.

## Beschreibung
Das Hauptgebäude entlang der Möllendorffstraße weist einen in den Innenhof hineinragenden Gebäudeflügel auf. Außerdem befinden sich auf dem Hof beiderseits des Durchgangs drei eingeschossige Anbauten, in denen wohl in den ersten Jahren Handwerker ihre Werkstätten oder Lagerräume hatten.
Die Durchfahrt auf den Hof ist beiderseits mit weißen halbhohen Kachelstreifen gestaltet, die in der obersten Reihe einen mit Kachelblättern geformten Schmuckstreifen bilden. Direkt in der Einfahrt befanden sich anfangs beiderseits zwei Eingänge in das Treppenhaus, einer ist inzwischen zugemauert, der andere dient offenbar eher als Notausgang (siehe Fotos). Der Originalholzrahmen dieser Tür ist erhalten.
Das abschließbare Tor zum Hof und die Fenster des hofseitigen südlichen Anbaus sind mit schmiedeeisernen Elementen versehen, die wahrscheinlich aus der Bauzeit stammen.
Die Denkmaldatenbank des Landesdenkmalamts Berlin nennt als Baujahre 1905–1907, der Giebel ist mit „Anno 1905“ beschriftet.

## Galerie

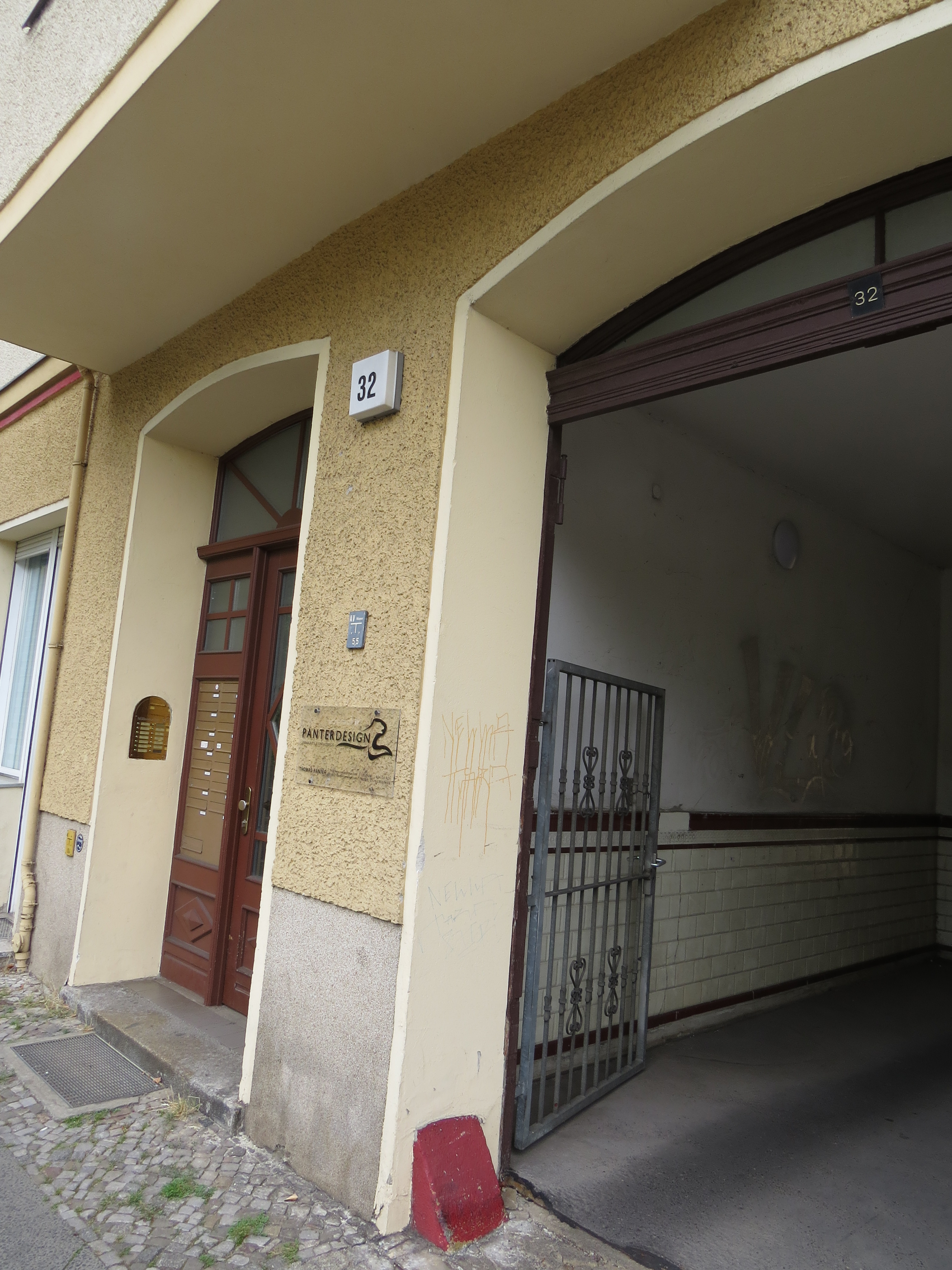
Durchgang und nebenliegender Hauseingang
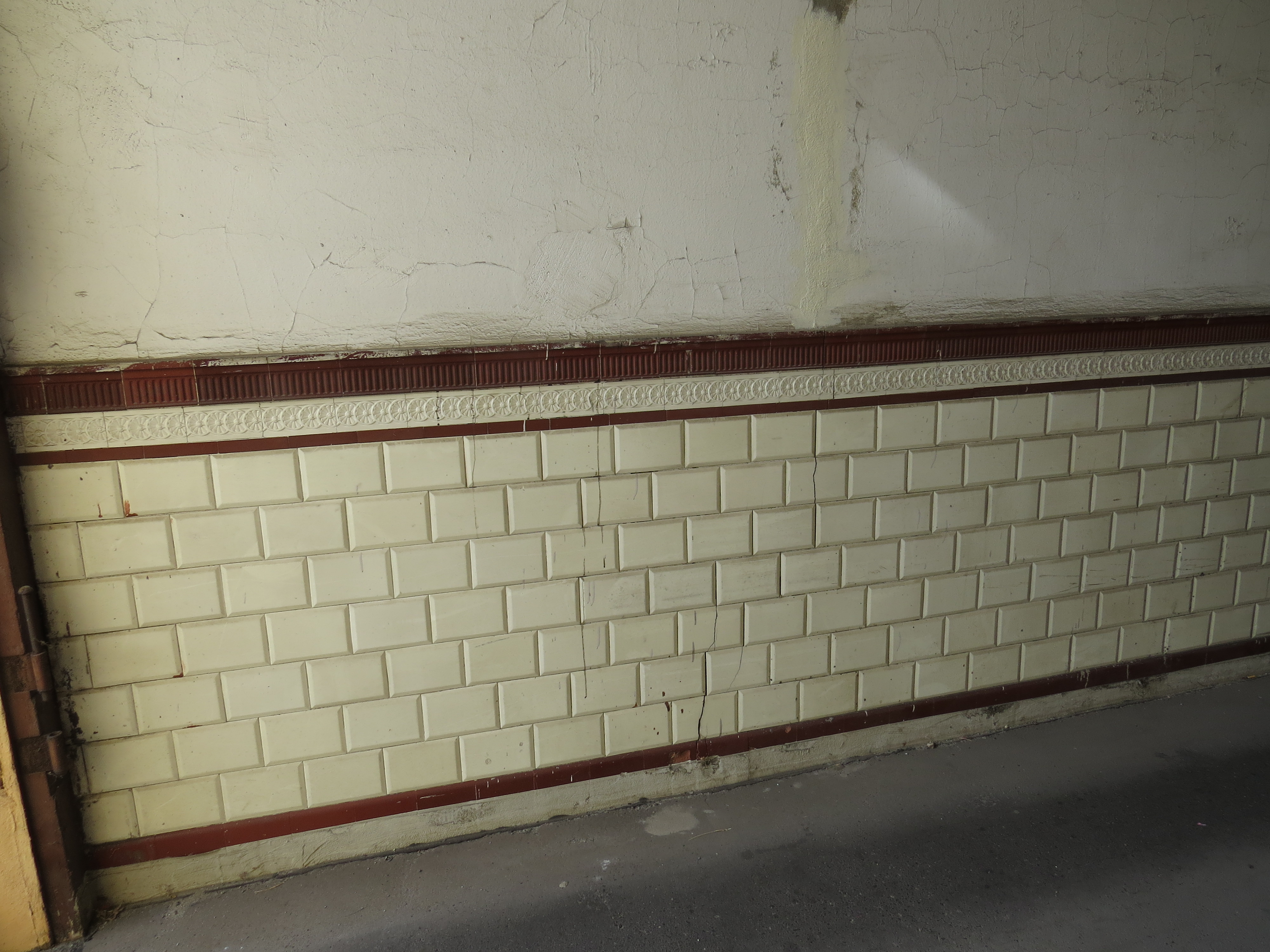
Kacheln im Durchgang
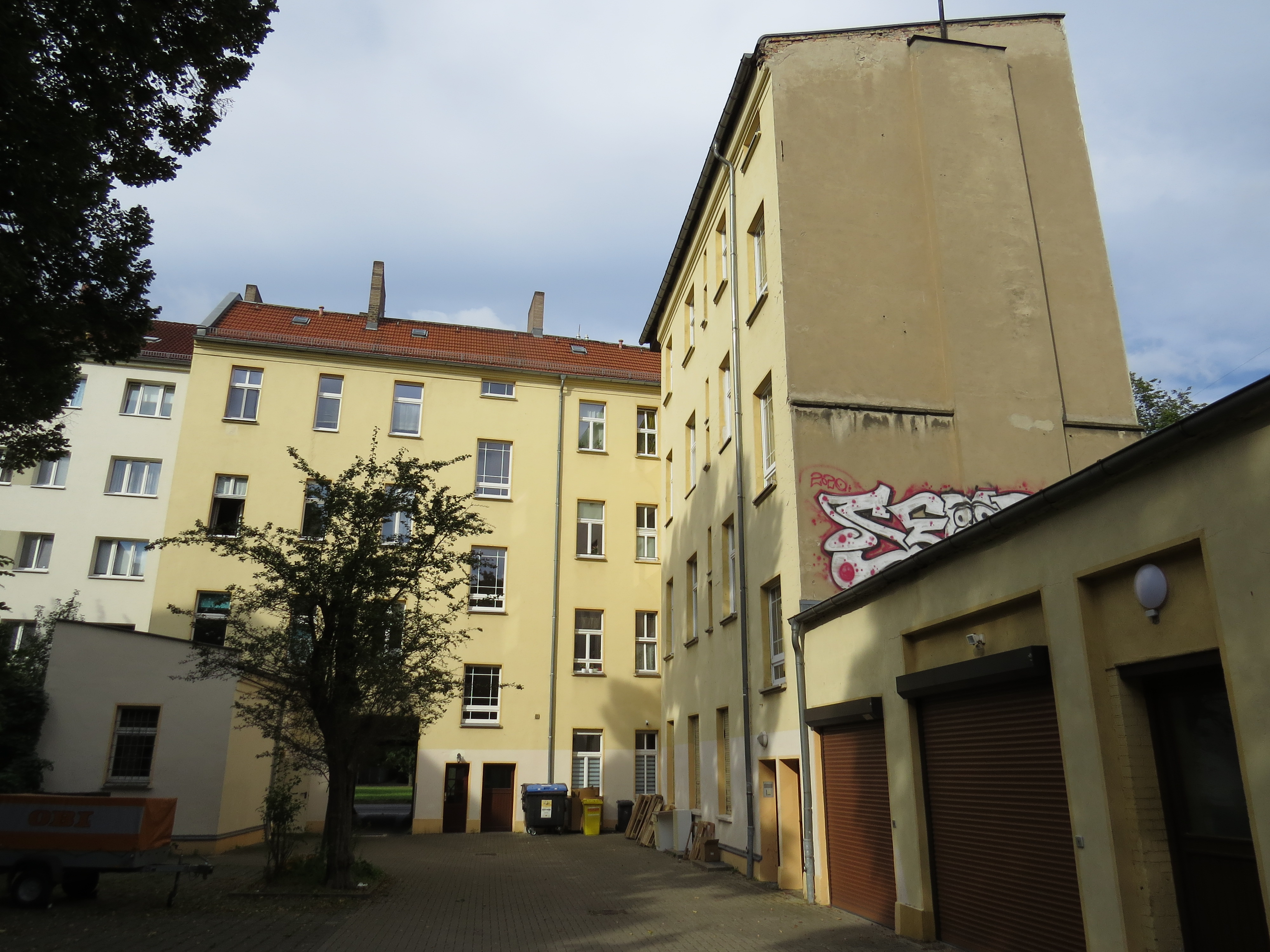
Hofseitige Gesamtansicht
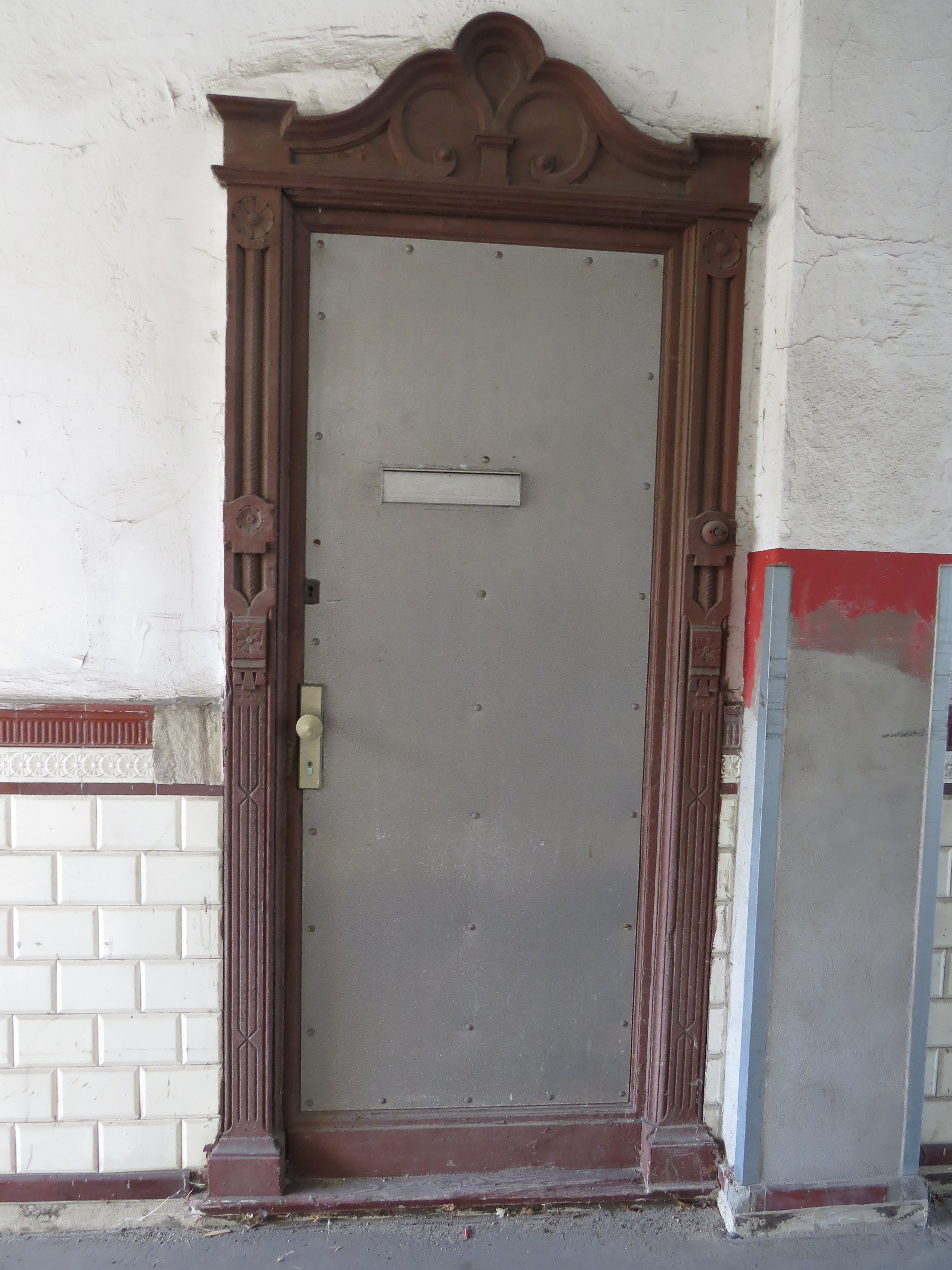
Tür im Durchgang
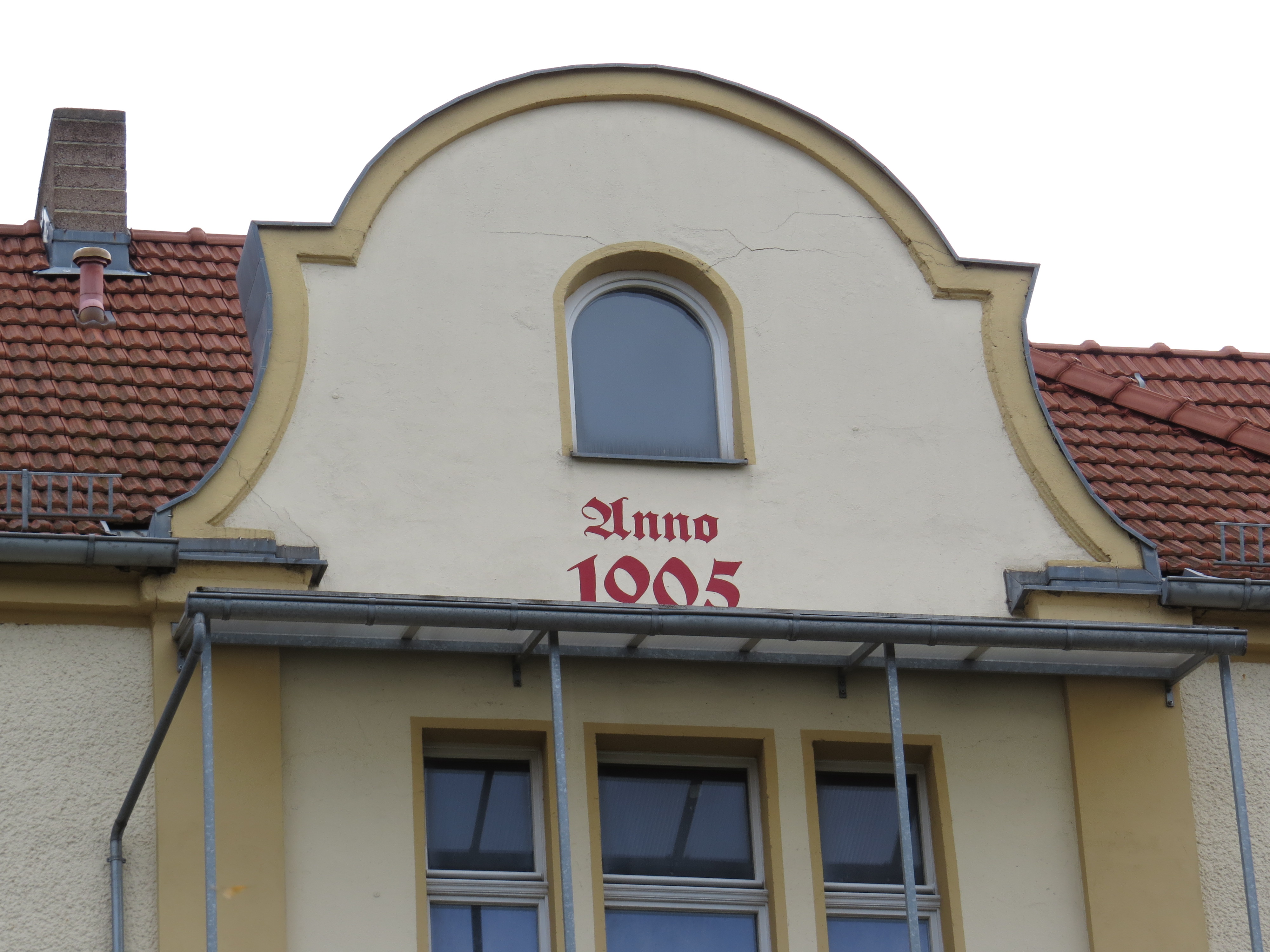
Giebel mit Jahreszahl